# Ken Mellons
Ken Mellons (* 10. Juli 1965 in Kingsport, Tennessee) ist ein US-amerikanischer Country-Sänger.

## Anfänge
Ken wuchs in Nashville auf und kam naturgemäß schon früh mit Country-Musik in Berührung. Seine musikalische Karriere startete er bereits als Schüler. Wann immer sich die Möglichkeit bot, nahm er an Talentwettbewerben teil. Später arbeitete er sich in der lokalen Clubszene hoch. Ein erster kleiner Erfolg stellte sich 1987 ein, als er bei dem bedeutenden „You Can Be A Star“ Wettbewerb zwar keinen vorderen Platz belegen konnte, aber von Keith Whitley, der in der Jury saß, persönlich zum Weitermachen ermuntert wurde.
Es folgte ein vierjähriges Engagement beim Opryland Vergnügungspark. Hier wurde er für die Grand Ole Opry entdeckt. Der Produzent Jerry Cupit wurde Anfang der neunziger Jahre auf das Nachwuchstalent aufmerksam und vermittelte 1992 einen Schallplattenvertrag mit dem Epic Label.

## Karriere
Jerry Cupit produzierte im gleichen Jahr Mellons Debüt-Album Ken Mellon. Ein Song daraus, der Ohrwurm Jukebox Junkie, hielt sich wochenlang im oberen Bereich der Country-Charts und wurde zu seinem Aushängeschild. Weitere ausgekoppelte Singles erreichten nur mittlere Hitparadenplatzierungen. 1995 erschien sein zweites Album When Forever Begins, das sich aber nur schlecht verkaufte und keine Hits hervorbrachte. Er wechselte wenig später zum Curb Label. Hier konnte aber innerhalb von sechs Jahren kein eigenständiges Album produziert werden. Im Jahr 2001 wurde lediglich ein dubioses "Best Of" Album veröffentlicht, das neu eingespieltes altes Material enthielt. Erst 2004 gelang es ihm, den Vertrag zu beenden, um beim Home Label einen neuen Anfang zu versuchen.

## Diskografie

### Studioalben
| Jahr | Titel       | Höchstplatzierung, Gesamtwochen, AuszeichnungChartsChartplatzierungen (Jahr, Titel, Platzierungen, Wochen, Auszeichnungen, Anmerkungen) | Anmerkungen |
| Jahr | Titel       | Country | Anmerkungen |
| ---- | ----------- | --- | ----------- |
| 1994 | Ken Mellons | Country42 (37 Wo.)Country |             |

Weitere Alben
- 1995 – Where Forever Begins (Epic)
- 2001 – Best Of Ken Mellons (Curb)
- 2004 – Sweet (Home)

### Singles
| Jahr | Titel Album                                | Höchstplatzierung, Gesamtwochen, AuszeichnungChartsChartplatzierungen (Jahr, Titel, Album, Platzierungen, Wochen, Auszeichnungen, Anmerkungen) | Anmerkungen |
| Jahr | Titel Album                                | Country | Anmerkungen |
| ---- | ------------------------------------------ | --- | ----------- |
| 1994 | Lookin’ in the Same Direction Ken Mellons  | Country55 (9 Wo.)Country |             |
| 1994 | Jukebox Junkie Ken Mellons                 | Country8 (20 Wo.)Country |             |
| 1994 | I Can Bring Her Back Ken Mellons           | Country42 (14 Wo.)Country |             |
| 1995 | Workin’ for the Weekend Ken Mellons        | Country40 (12 Wo.)Country |             |
| 1995 | Rub-a-Dubbin’ Where Forever Begins         | Country39 (20 Wo.)Country |             |
| 1995 | Stranger in Your Eyes Where Forever Begins | Country55 (8 Wo.)Country |             |
| 2003 | Paint Me a Birmingham Sweet                | Country54 (3 Wo.)Country |             |

Weitere Singles
- 1997: Mr. DJ
- 1998: Ladies Night
- 2004: Climb My Tree
- 2009: Still They Call Me Love